# Žermanice
Žermanice település Csehországban, a Frýdek-místeki járásban. Žermanice Soběšovice, Těrlicko, Bruzovice, Lučina és Horní Bludovice településekkel határos. Lakosainak száma 356 fő (2024. január 1.).

## Népesség
A település lakosságának változását az alábbi diagram mutatja:
| Lakosok száma | 324  | 312  | 278  | 257  | 210  | 287  | 325  | 334  | 357  | 356  |
|               | 1869 | 1900 | 1921 | 1961 | 1980 | 2011 | 2016 | 2019 | 2021 | 2024 |